# Zentralamerikanisches Zwerghörnchen
Das Zentralamerikanische Zwerghörnchen (Microsciurus alfari) ist eine Hörnchenart aus der Gattung der Neuweltlichen Zwerghörnchen (Microsciurus). Es kommt in Mittelamerika vom südlichen Nicaragua bis in das nördliche Kolumbien vor.

## Merkmale
Das Zentralamerikanische Zwerghörnchen erreicht eine Kopf-Rumpf-Länge von etwa 10,8 bis 14,6 Zentimetern bei einem Gewicht von 72 bis 105 Gramm. Der Schwanz wird 8,0 bis 13,0 Zentimeter lang und ist damit etwas kürzer als der restliche Körper. Das Rückenfell der Tiere ist matt olivbraun bis schwarz, teilweise mit einem rötlichen Einschlag. Die Bauchseite ist matt sandfarben bis blass orange. Im Bereich der Ohren kommen häufig weiße Flecken vor. Der Schwanz ist oliv-braun mit orangefarbener Tönung. Die Beine sind vergleichsweise lang.

## Verbreitung
Das Zentralamerikanische Zwerghörnchen kommt in Mittelamerika vom südlichen Nicaragua über Costa Rica und Panama bis in das nördliche Kolumbien vor. Die Höhenverbreitung reicht bis 2600 Meter.

## Lebensweise
Das Zentralamerikanische Zwerghörnchen lebt vor allem in dichten, immergrünen Regenwaldgebieten sowie in höhergelegenen Nebelwäldern, selten in gestörten Habitaten. Die Art ist tagaktiv und sucht überwiegend auf dem Boden und in der Bodenauflage nach Nahrung. Es ernährt sich von Früchten, Harz, Pflanzensaft (Exsudat) und Insekten. Dabei bewegt es sich schnell über den Boden, entlang der Baumstämme und Lianen sowie durch die Vegetation. Die Tiere sind in der Regel leise, die Kommunikation erfolgt über Schnatterserien und hohe Pfiffe.
Es lebt einzeln oder in Paaren. Das Weibchen ist wahrscheinlich monoöstrich, wird also nur einmal im Jahr fortpflanzungsbereit.

## Systematik
Das Zentralamerikanische Zwerghörnchen wird als eigenständige Art innerhalb der Gattung der Neuweltlichen Zwerghörnchen (Microsciurus) eingeordnet, die aus vier Arten besteht. Die wissenschaftliche Erstbeschreibung stammt von Joel Asaph Allen aus dem Jahr 1895, der die Art anhand von drei weiblichen Tieren aus Puerto Jiménez in Costa Rica beschrieb. Allen beschrieb die Art als Sciurus (Microsciurus) alfari in einem Artikel in der Zeitschrift Bulletin of the American Museum of Natural History, im gleichen Artikel beschrieb er auch Microsciurus als Untergattung von Sciurus.
Innerhalb der Art werden gemeinsam mit der Nominatform sechs Unterarten unterschieden:
- Microsciurus alfari alfari: Nominatform; Die Unterart lebt im Nordosten von Costa Rica im Bereich des Vulkans Turrialba. Im Vergleich zu M. a. venustulus ist es rötlicher gefärbt.
- Microsciurus alfari alticola: im nord-zentralen Teil Costa Ricas. Es handelt sich um eine vergleichsweise große Hochlandform mit dichtem Fell.
- Microsciurus alfari browni: im Südwesten Costa Ricas und im Norden von Panama. Es handelt sich um eine Tieflandform mit vergleichsweise langem Schwanz.
- Microsciurus alfari fusculus: Im Südosten von Panama und im Norden von Kolumbien. Bei dieser Form ist die Körperoberseite schwarz-braun während das Gesicht, die Seiten und die Kehle sandfarben bis ocker-sandfarben sind.
- Microsciurus alfari septentrionalis: im nord-zentralen Costa Rica bis nach Nicaragua. Die Art hat einen geringeren rötlichen Fellanteil als andere Unterarten.
- Microsciurus alfari venustulus: zentrales Panama sowie an der panamaischen Karibikküste. Die Unterart hat einen geringeren Rotanteil als die Nominatform auf der Körperoberseite, diese ist schwarz-braun und zimtfarben-rötlich bis rostrot meliert. Die Füße sind dunkel rotbraun, die Körperunterseite ist grau-braun.

Benannt wurde die Art nach dem Zoologen, Geologen und Forschungsreisenden Anastasio Alfaro, der das Typusmaterial gemeinsam mit George K. Cherrie in Costa Rica sammelte.

## Status, Bedrohung und Schutz
Das Zentralamerikanische Zwerghörnchen wird von der International Union for Conservation of Nature and Natural Resources (IUCN) als nicht gefährdet (Least concern) eingeordnet. Begründet wird dies durch das große Verbreitungsgebiet und das häufige Vorkommen der Art auch in mehreren Schutzgebieten. Eine potenzielle Bestandsgefährdung für diese Art ist nicht bekannt, allerdings reagiert die Art als Baumbewohner empfindlich auf starke Rodungen in ihrem Lebensraum.

## Belege
1. 1 2 3 4 5 6  Richard W. Thorington Jr., John L. Koprowski, Michael A. Steele: Squirrels of the World. Johns Hopkins University Press, Baltimore MD 2012, ISBN 978-1-4214-0469-1, S. 32–33.
2. 1 2 3  Microsciurus alfari in der Roten Liste gefährdeter Arten der IUCN 2015.1. Eingestellt von: J. Koprowski, L. Roth, L. Emmons, R. Timm, T. McCarthy, R. Samudio, 2008. Abgerufen am 8. Juni 2015.
3. 1 2  Microsciurus alfari In: Don E. Wilson, DeeAnn M. Reeder (Hrsg.): Mammal Species of the World. A taxonomic and geographic Reference. 2 Bände. 3. Auflage. Johns Hopkins University Press, Baltimore MD 2005, ISBN 0-8018-8221-4.
4. 1 2  J.A. Allen: Descriptions of new American mammals. Bulletin of the American Museum of Natural History 7, 1905; S. 332–333. (Volltext)